# Elcaribe bifidus
Elcaribe bifidus är en tvåvingeart som beskrevs av Webb 2006. Elcaribe bifidus ingår i släktet Elcaribe och familjen stilettflugor.
Artens utbredningsområde är Dominikanska republiken. Inga underarter finns listade i Catalogue of Life.